# 謝太寶
謝太寶博士（Dr Chia Thye Poh；1941年—）是新加坡前政治犯，因為涉嫌进行反政府的亲共活动，在《新加坡内部安全法》下被扣留，在未經由提控或者审判的情况下，被监禁23年，随后被軟禁9年——先是被禁闭在圣淘沙，后來限制其住址、就业权、旅行权以及行使政治权利。他被扣留前曾經担任教师、大学物理學助理教授、社会主义活动家以及新加坡国会议员。获释后，他担任博士生和口译人員。
謝太寶于1997年前往德国旅行，最晚至2000年時還訪問過荷兰。他在发展经济学的博士论文于2006年完成。

## 早年生涯
谢太宝于南洋大学物理系毕业，后短暂时间担任中学教师，然后在南洋大学当助教。

## 政治生涯
1963年，谢太宝代替被新加坡政府逮捕的党员，代表社会主义阵线当选裕廊选区立法议员。任內還在大学兼任物理學教授。
1966年4月24日，他向马来西亚劳工党霹靂州分部发表政治演讲，因而被永久禁止入境马来西亚。

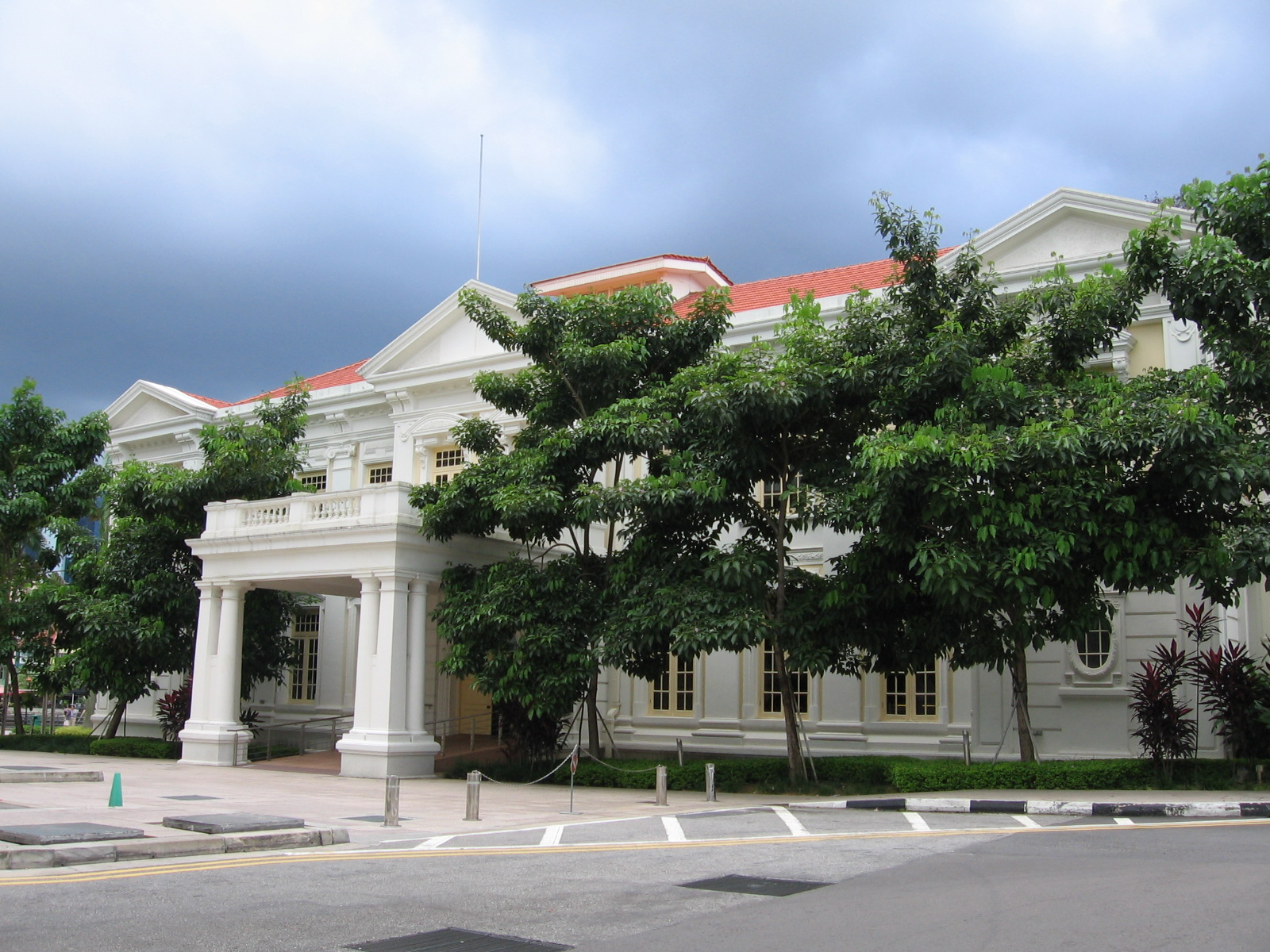
旧新加坡国会大厦，社会主义阵线1966年政治斗争的示威地点之一。

1966年7月，他因在党中文报发布“煽动性的文章”而被定罪。同月，他与25人参与示威，抗议美国卷入越南战争，导致与警方公开对抗，被控非法集会。值得注意的是，他活跃于和平活動，呼吁美方停止1960年代在越戰中对中南半島进行的轰炸。
1966年10月初，谢太宝与其他8名社会主义阵线议员對执政的人民行动党脱离马来西亚的决定表達抗議，並杯葛国会。这是社阵抗议政府的“不民主行为”的策略，将与行动党之間的斗争带出国会以外。他表示，斗争的方式将是“上街示威、抗议会议以及罢工”。
1966年10月8日，他率领30名支持者非法游行到国会大厦，将一封信递交给国会秘书，要求大选必須在達到八個先決條件後才能進行，當中包括釋放所有政治拘留犯，以及废除所有“不民主”法律。

## 入狱
1966年10月29日，谢太宝和其他22名社阵领导人在内安法令之下被捕。政府发出的官方声明中，称社阵试图在国会外激起大规模斗争，使新加坡陷入不稳定状态。这一轮逮捕行动是政府进行的的第二轮，第一次是1963年的冷藏行动。谢因为组织和领导10月8日的街头游行，特别被拘留。
其他被扣留者各自签署承诺放弃暴力及与马来亚共产党终止关系的文件后陆续获得释放。然而，他因为认为这么做将意味着自己与马共有关联，而斷然拒簽。他说：“放弃暴力就是说你曾经提倡过暴力。如果我签署了该声明的话，我不会过得安宁。”因此，不经起诉或审讯的情况下，谢太宝失去了长达32年的自由，成为全世界服刑最长的政治犯之一。而与谢太宝相比，纳尔逊·曼德拉是在经过审判的情况下，叛国、破坏及其他政治罪行成立，被监禁长达27年。
因为无法出示出生证证明自己在新加坡出生，他于1968年2月丧失新加坡公民权。1968年8月，他收到驱逐令，在女皇镇监狱的拘留所“等待驱逐”，直到1976年，驱逐令被取消，同年6月，他在内部安全法令下收到全新的拘留令。
入狱时期，谢太宝有很長一段時間在怀特里路（Whitley Road）的拘留中心被单独监禁。1978年末，國際特赦組織证实他被拘留在位于樟宜監獄的明月湾（Moon Crescent）拘留中心。
1982年，他出了监狱，被关进政府的中途宿舍。
1985年，新加坡政府声称，谢太宝被扣留的目的与他是马共党员的指控有关联，意味着他愿意参与反新加坡的政治暴力和恐怖主义。

## 禁闭圣淘沙

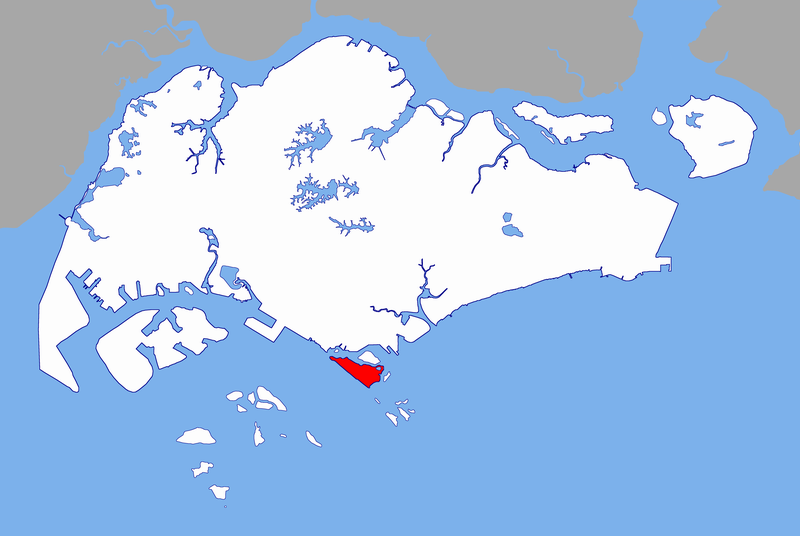
新加坡圣淘沙岛的位置（以红色标记）

谢太宝在新加坡本岛不经提控和审判的情况下，被监禁23年，于1989年5月17日获释，并软禁在圣淘沙一间保安室，需自费缴付租金及购买粮食，假借“自由”人的名义。由于他身上没钱，政府建议他接下岛上西部的西乐索炮台的助理馆长的工作。他拒绝了提议，他知道这份工作是政府公务员的职位，他可能在未经官方批准之下，不准与媒体对话。于是，他与政府协调，安排他到圣淘沙发展局担任自由译员。大约在那个时候，他对自己持续被扣留的情况以及新加坡总体的政治文化发表如下言论：
|  | 我深信，无论我面对多少困难，无论需要花多长时间，政府总有一天会无条件释放我……有了人们的不断支持，我希望最终可获得完全自由。 |

|  | 在人民行动党的统治下，并不存在着真正的国会民主制。从本质上讲，行动党一直都是一党专政。行动党似乎想要维持唯一主导的政党的地位，而其他小党边缘对立，作为行动党新议员的“陪练伙伴”。反对党永远不被允许壮大起来……一党制很有可能变成獨裁政體，更糟糕的甚至是朝代统治。行动党……看似精英、傲慢，自视为最好的，最适合统治新加坡的政党。而且他们实施铁腕政策。 |

## 最终释放
1990年，政府放宽了对谢太宝的一些限制。谢表示，1980年代中期，西德总理赫尔穆特·科尔的代表曾经为谢太宝请求新加坡政府软化对谢的立场。
1992年，谢太宝获准回到本岛探望双亲，但是旅游权以及参与活动等权利仍受限制。
1997年11月，政府进一步放宽对谢太宝的限制，准许他接受德国政府汉堡基金会颁发给被政治迫害者的奖学金。他随后在汉堡花了一年的时间学习经济、政治及德语。他也获准无需先前向新加坡内部安全局局长征求批准更换住址并寻找工作。
1998年8月，谢太宝在新加坡接受了前列腺手术。
1998年11月，据报道谢太宝的收入来自自由译员的工作。
1998年11月27日，政府完全取消对谢太宝实行的限制。因此，谢太宝正式恢复公开发表声明、召开公众集会以及参与政治活动的权利。他随即呼吁政府废除内部安全法，表示他有意参与政治活动。

## 释放后
2000年末，谢太宝在海牙的社会科学国际学院攻读发展学硕士学位，预计同年12月完成学业，回到新加坡。
2006年，他的博士论文的监督完毕，获授予博士学位。
谢太宝在2008年3月版社会科学国际学院的职员个人资料称其为“蘇利南公共行政碩士管治项目助理”。
2011年末，谢太宝在吉隆坡获得林連玉精神奖。

## 著作
- Transplanted or Endogenized? FDI and Industrial Upgrading in Developing Countries. Case study of Indonesia (2006), Shaker Publishing